# Rathenow (Adelsgeschlecht)
Rathenow ist der Name eines brandenburgischen Uradelsgeschlechts.

## Geschichte
Das Geschlecht gehörte zum brandenburgischen Uradel – ein wendischer Ursprung wurde postuliert – und entlehnte seinen Namen von der Stadt Rathenow, wo es mit Domino Nicolao de Ratenowe, Burgmann auf der markgräflichen Burg Rathenow, im Mai 1276 urkundlich zuerst genannt wurde. Bereits 1312 stellte die Familie mit Johann einen Bürgermeister von Berlin. Bis 1442 sollten acht Angehörige der Familie in dieser Stellung folgen. Die Familie trat seit dem 14. Jahrhundert in zwei Wappenvarianten führenden Stämmen auf, deren Stammväter Claus (Stamm A Plänitz) und Fritz (Stamm B Pinnow (Pröttlin)) 1398 als Landstände und Vasallen des Grafen Ulrich und der Gräfin Günther von Lindow, dem Markgrafen Jobst von Brandenburg Heeresfolge leisten.

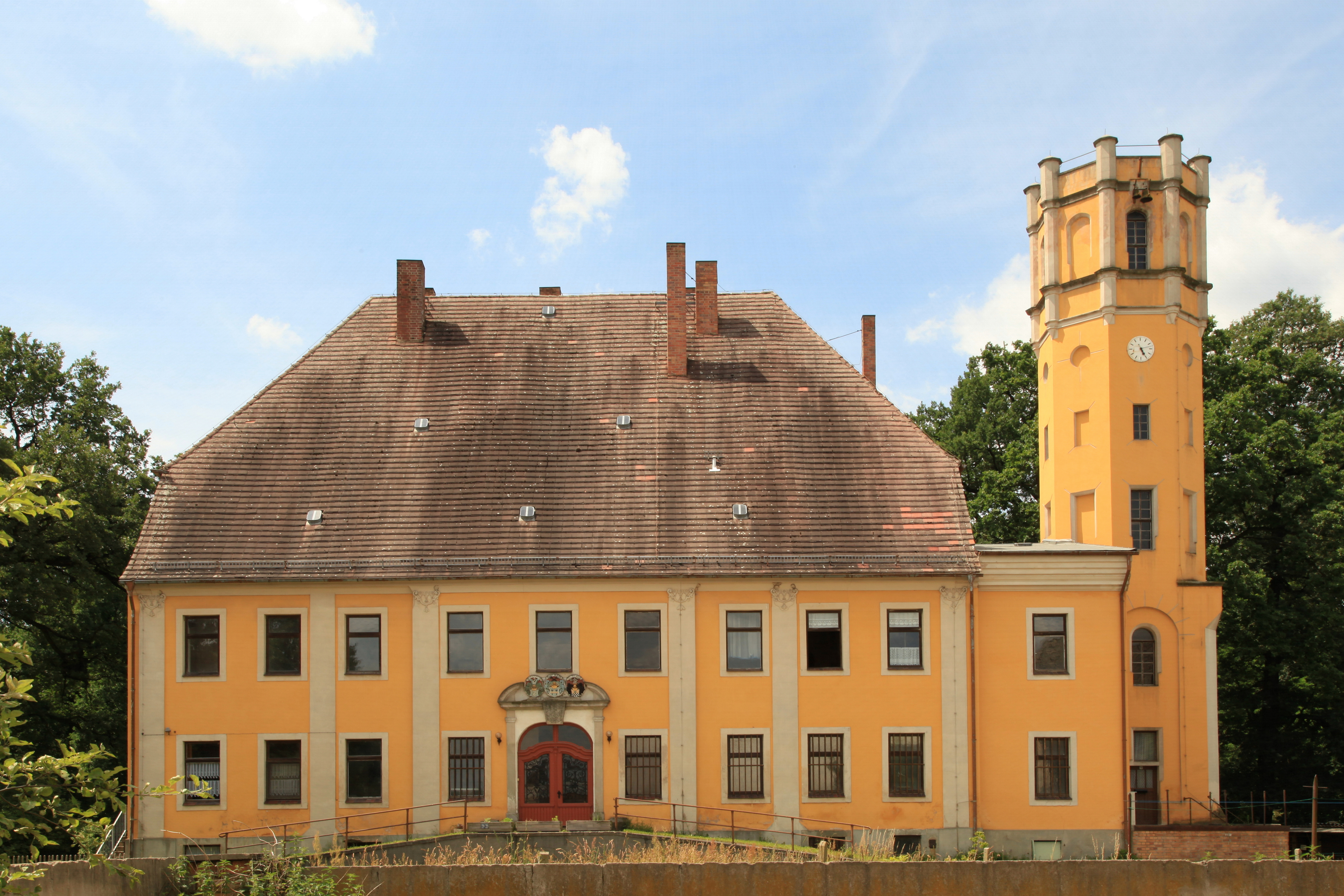
Schloss Spree (2012), 1858 in Familienbesitz

Die Familie verfügte über umfangreichen märkischen Gutsbesitz, u. a. zu Gebersdorf, Ruhlsdorf und Metzelthin.
Als von Rattnaw gehörte es zeitweilig dem schwäbischen Adel an, wie in Siebmachers Wappenbuch Band 3, Tafel 113, (möglicherweise irrig) zu sehen, und wurde auch dem mecklenburgischen Adel zugeordnet.
Das Geschlecht ist mit Sofie-Charlotte von Rathenow (1897–1992) erloschen.
Auguste, geborene von Kalckreuth (1794–1881), 1833 verwitwete Kuhlwein, 1835 wieder vermählte Oberstleutnant Wilhelm von Rathenow (1783–1855), erwirkte für ihre Söhne, darunter der nachmalige preußische Generalleutnant Karl Kuhlwein von Rathenow (1832–1907), die Nobilitierung in den preußischen Adel am 30. August 1865 in Baden-Baden als Kuhlwein von Rathenow. Die Familie besteht gegenwärtig fort.

## Angehörige

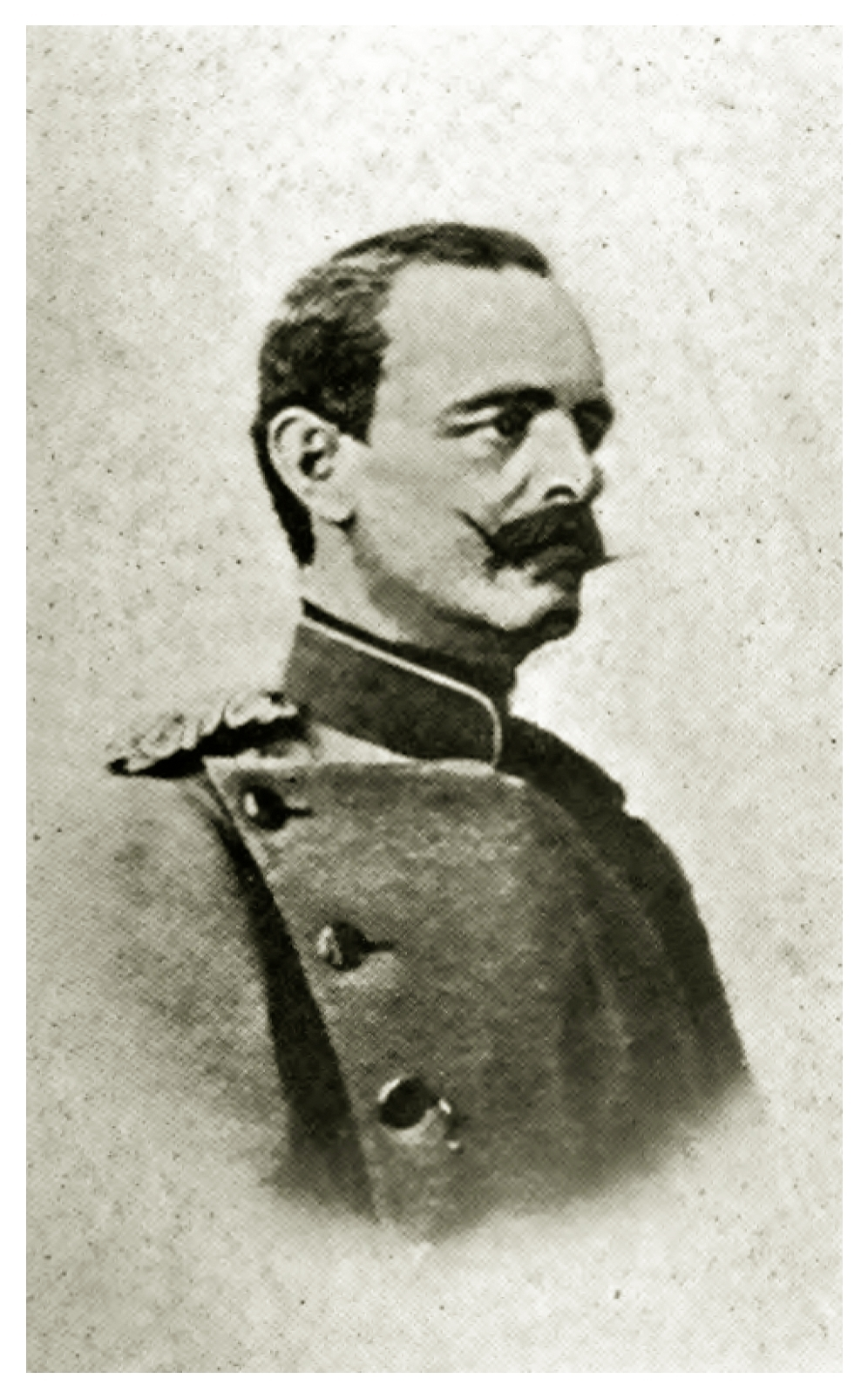
Ernst von Rathenow (1823–1871)

- Anna von Rathenow († 1663), Äbtissin bzw. Domina des Klosters Stift zum Heiligengrabe
- Friedrich Joachim von Rathenow (1707–1762), preußischer Oberst in den Schlesischen Kriegen
- Ernst von Rathenow (1823–1871), preußischer Oberstleutnant und Regimentsführer des 2. Mecklenburgischen Dragoner-Regiments Nr. 18 im Deutsch-Französischen Krieg
- Max von Rathenow (1836–1895), Zeremonienmeister unter Wilhelm II.
- Ernst von Rathenow (1868–1945), preußischer Oberst und Kommandeur des 1. Badischen Leib-Dragoner-Regiments Nr. 20 im Weltkrieg

## Wappen
- Wappen A. Stamm (Plaenitz): In Rot ein schrägliegender, natürlicher Weinstamm mit einer Traube und zwei Blättern nach oben, zwei Trauben und einem Blatt nach unten. Auf dem Helm mit rot-silbernen Decken eine rot-bekleidete Jungfrau, mit grünem Kranz auf dem Haupt, in der Rechten eine Sense über der Schulter haltend.

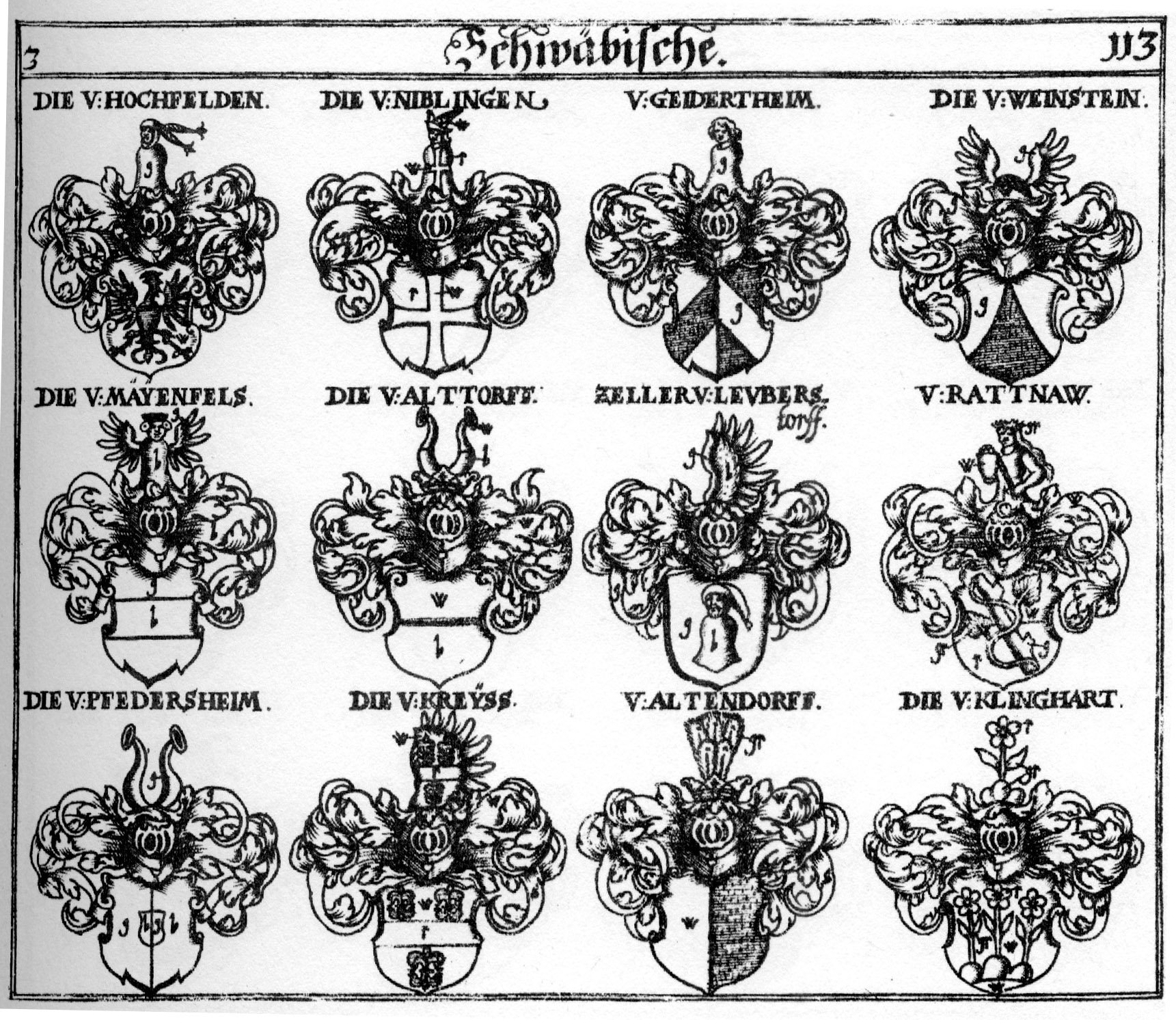
Wappen derer von Rattnaw beim schwäbischen Adel in Siebmachers Wappenbuch Band 3.

- Wappen B. Stamm (Pinnow): Im von Silber über Rot geteilten Schilde der schrägliegende Weinstamm, um den sich eine Weinrebe mit zwei Blättern, eins im silbernen, eins im roten Felde, schlingt. Auf dem Helm mit rot-silbernen Decken eine rot-bekleidete Jungfrau in silbernem Hut, in der Linken ein Netz an einem Stock haltend.